# 田上陽一
田上 陽一（たのうえ よういち、1978年〈昭和53年〉5月23日 - ）は、日本の作曲家、編曲家、音楽プロデューサー。鹿児島県出身。母は女優のたぬき（田上美佐子）。弟に俳優の田上晃吉、サッカー選手の田上裕がいる。

## 略歴
2005年 PAPA X inc.と契約、プロデュース活動を開始。2010年 Aria Guitarとクラシック・ギターのエンドース契約。
代表作 クレモンティーヌ『アニメンティーヌ』シリーズ、 東京カフェスタイル、池田綾子他。

## 作品
- 私立恵比寿中学
  - 「たそがれシアター」（作曲）

- 田村芽実
  - 「わたしたちの冤罪」（作曲・編曲）
  - 「不完全ism」（作曲・編曲）
  - 「ユリシス」（編曲 / 長谷川久美子と共編曲）

- チームしゃちほこ
  - 「明け星」（作曲 / 北村岳士と共作曲）

- Chubbiness
  - 「マンマデイーヤ!」（作曲）

- 手嶌葵
  - 「いつもはじめて ～Every time is The First time!～」（作曲・編曲）
  - 「丘の上のブルース」（作曲・編曲）
  - 「Baritone」（作曲・編曲）
  - 「Handsome Blue」（作曲・編曲）

- 中川翔子
  - 「BIN・KANルージュ」（編曲）

- 二代目アニメタル
  - 「Fallen Angel」（作曲・編曲）

- 22/7
  - 「11人が集まった理由」（作曲・編曲 / キタムラタケシと共作曲）
  - 「ロマンスの積み木」（作曲・編曲 / 北村岳士と共作編曲）

- 乃木坂46
  - 「人はなぜ走るのか?」（作曲・編曲 / キタムラタケシと共作曲）
  - 「転がった鐘を鳴らせ!」（編曲）
  - 「低体温のキス」（編曲）

- 遊助
  - 「明日は大丈夫」（作曲・編曲 / 遊助・キタムラタケシと共作曲）

他多数